# (38808) 2000 RX68
2000 RX68 (asteroide 38808) é um asteroide da cintura principal. Possui uma excentricidade de 0.20770020 e uma inclinação de 1.30553º.
Este asteroide foi descoberto no dia 2 de setembro de 2000 por LINEAR em Socorro.